# JCSAT-5A
JCSAT-5Aは、JSAT社(現・スカパーJSAT)が打ち上げ、運用している通信衛星。メーカーはロッキード・マーティンで、2006年4月12日にゼニット3ロケットにより打ち上げられた。